# 서북운수
서북운수(西北運輸)는 서울특별시 서대문구 북아현동에 위치한 서울특별시의 마을버스 업체이다.계열사로는 같은 서울특별시 마을버스 업체인 서북교통, 고양시 마을버스 업체인 대덕운수, 백마운수가 있다.

## 연혁
- 1994년 4월 14일: 회사 설립

## 운행 노선
- ● 서대문05번: 북아현동 ↔ 신촌기차역 (구 서대문마을 3번)
- ● 서대문06번: 북아현동 ↔ 청파동[1] (구 서대문마을 3-1번)

## 차종
뉴 카운티, 그린시티, NEW BS090, BYD eBus-9